# Iňa
Iňa (Hongaars: Ény) is een Slowaakse gemeente in de regio Nitra, en maakt deel uit van het district Levice.
Iňa telt 197 inwoners.